# Silnice II/254
Silnice II/254 je silnice II. třídy, která vede z Lomu do Teplic. Je dlouhá 14,5 km. Prochází jedním krajem a dvěma okresy.

## Vedení silnice

### Ústecký kraj, okres Most
- Lom (křiž. I/27)

### Ústecký kraj, okres Teplice
- Osek (křiž. III/2569)
- Duchcov (křiž. II/258, III/25612)
- Lahošť (křiž. III/25330, III/25342)
- Hudcov (křiž. III/25341, III/25327, III/25340)
- Řetenice (křiž. III/25338)
- Teplice (křiž. I/8)